# Campbelltown (New South Wales)
Campbelltown ist eine Stadt im Osten des australischen Bundesstaates New South Wales. Sie liegt etwa 50 km südwestlich des Stadtzentrums von Sydney und ist das Verwaltungszentrum der Local Government Area Campbelltown City.

## Geschichte
Die Stadt wurde nach Elizabeth Macquarie (geb. Campbell, 1778–1835), der Frau des früheren Gouverneurs von New South Wales, Lachlan Macquarie, benannt. Ursprünglich hieß die Stadt Campbell Town, wurde dann aber zu Campbelltown vereinfacht.

### Frühe Siedlung
In der Gegend, die später zu Campbelltown wurde, lebte früher der Aboriginesstamm der Tharawal. Nicht lange nach der Ankunft der First Fleet in Sydney 1788 entkam eine kleine Herde von sechs Rindern und war für die britischen Siedler sieben Jahre lang nicht mehr auffindbar. Die Tharawal aber entdeckten die Kühe. In einer Felszeichnung in der Bull Cave bei Campbelltown verewigten sie eine Reihe von Kühen mit besonders ausgeprägten Hörnern. Die Eingeborenen beschrieben britischen Entdeckern die Kühe und 1795 fanden die Briten eine Herde von etwa 60 Rindern, die in einer Gegend namens Camden grasten.
Die Kolonialverwaltung wollte die Herde haben und verbot die Tötung der Rinder und Siedlungen in der Gegend. Aber John Macarthur, der die Schafzucht in der Kolonie einführen wollte, fand Gefallen an dem Weideland. Er überzeugte die britische Regierung, den Beschluss der Kolonialverwaltung aufzuheben und ihm 20 km² Land südlich anschließend an den Nepean River im Jahre 1805 zu überlassen. Vier Jahre später wurde weiteres Land zwischen Camden und Liverpool an Bauern vergeben.
Die Tharawal arbeiteten anfangs mit den Bauern zusammen, aber während einer Dürre im Jahre 1814 zogen eine Reihe von Mitgliedern des benachbarten Gundangarastammes auf der Suche nach Nahrung in dieses Gebiet. Zwischen den Briten und den Gundangara kam es zu Spannungen, die zu Scharmützeln mit etlichen Todesopfern auf beiden Seiten führten. Gouverneur Macquarie meinte, dass eine permanente Siedlung zu geordneten Verhältnissen in der Gegend führen müsste, und so wurde 1820 Campbell Town gegründet.

### Entwicklung der Stadt

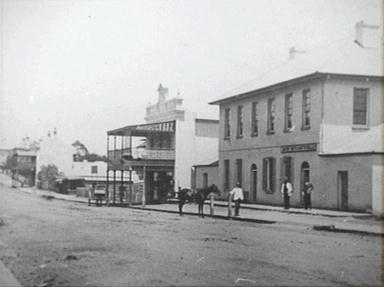
Queen Street in Campbelltown (1893). Foto von der Campbelltown City Library

Die Siedlung entwickelte sich anfangs nur langsam, insbesondere nach Rückreise Macquaries nach England. Erst 1831 nahmen die Einwohner das Land der Stadt in Besitz. Dennoch kam es in dieser Zeit zum bekanntesten Vorfall in Campbelltown: 1826 verschwand der Bauer Frederick Fisher plötzlich. Einer örtlichen Sage zufolge erschien sein Geist, auf einer Zaunpfette über einem Bach südlich der Stadt sitzend, und zeigte auf eine Stelle, an der später seine Leiche ausgegraben wurde. Zur Erinnerung an diese Begebenheit wird noch heute jedes Jahr im November das Fisher’s Ghost Festival in Campbelltown abgehalten.
In den folgenden Jahrzehnten nahm die Bevölkerung der Stadt stetig zu. 1858 wurde die Southern Railway Line nach Campbelltown verlängert und führte zu weiteren Ansiedlungen. 1882 wurde ein Stadtrat gewählt, der eine ernsthafte Stadtverwaltung ermöglichte. Campbelltown erhielt 1888 als erstes Landstädtchen in New South Wales eine eigene Wasserversorgung und zwischen den beiden Weltkriegen wurde ein Kraftwerk für die Versorgung der Einwohner mit elektrischer Energie gebaut.
Anfang der 1960er-Jahre wurde Campbelltown vom Planungsamt von New South Wales zur Satellitenstadt von Sydney und Mittelzentrum für das Gebiet südwestlich der Hauptstadt erklärt. Die Zunahme an Bevölkerung und Gebäuden war in dieser Zeit beträchtlich und die Regierung wies um die Stadt Bauland für öffentliche und private Zwecke und Gewerbegebiete aus.

## Klima
|                       | Jan  | Feb  | Mär   | Apr  | Mai  | Jun  | Jul  | Aug  | Sep  | Okt  | Nov  | Dez  |   |       |
| Mittl. Tagesmax. (°C) | 28,2 | 28,4 | 26,8  | 24,1 | 20,4 | 17,6 | 17,1 | 18,7 | 21,4 | 23,5 | 25,8 | 27,9 | ⌀ | 23,3  |
| Mittl. Tagesmin. (°C) | 16,7 | 16,9 | 15,0  | 11,2 | 7,6  | 5,2  | 3,2  | 4,5  | 7,0  | 10,4 | 12,6 | 15,1 | ⌀ | 10,4  |
|                       |      |      |       |      |      |      |      |      |      |      |      |      |   |       |
| Niederschlag (mm)     | 90,6 | 78,6 | 100,7 | 64,1 | 60,2 | 81,6 | 33,7 | 50,4 | 40,7 | 74,3 | 84,3 | 70,5 | Σ | 829,7 |

| 16,7 |

| 16,9 |

| 15,0 |

| 11,2 |

| 7,6 |

| 5,2 |

| 3,2 |

| 4,5 |

| 7,0 |

| 10,4 |

| 12,6 |

| 15,1 |

| 16,7 |

| 16,9 |

| 15,0 |

| 11,2 |

| 7,6 |

| 5,2 |

| 3,2 |

| 4,5 |

| 7,0 |

| 10,4 |

| 12,6 |

| 15,1 |

## Geografie

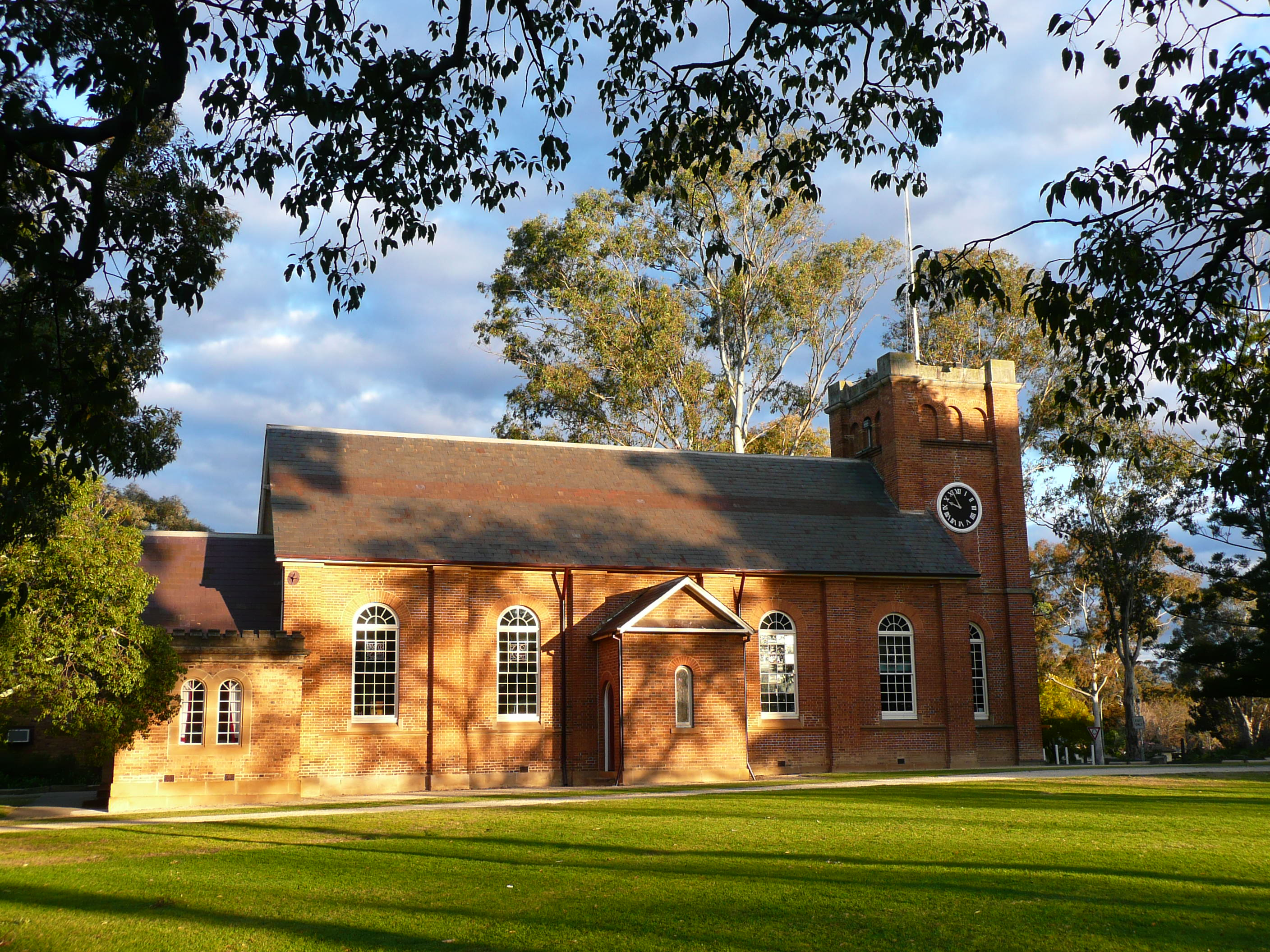
Kirche St. Peter in der Cordeaux Street (ca. 1823)

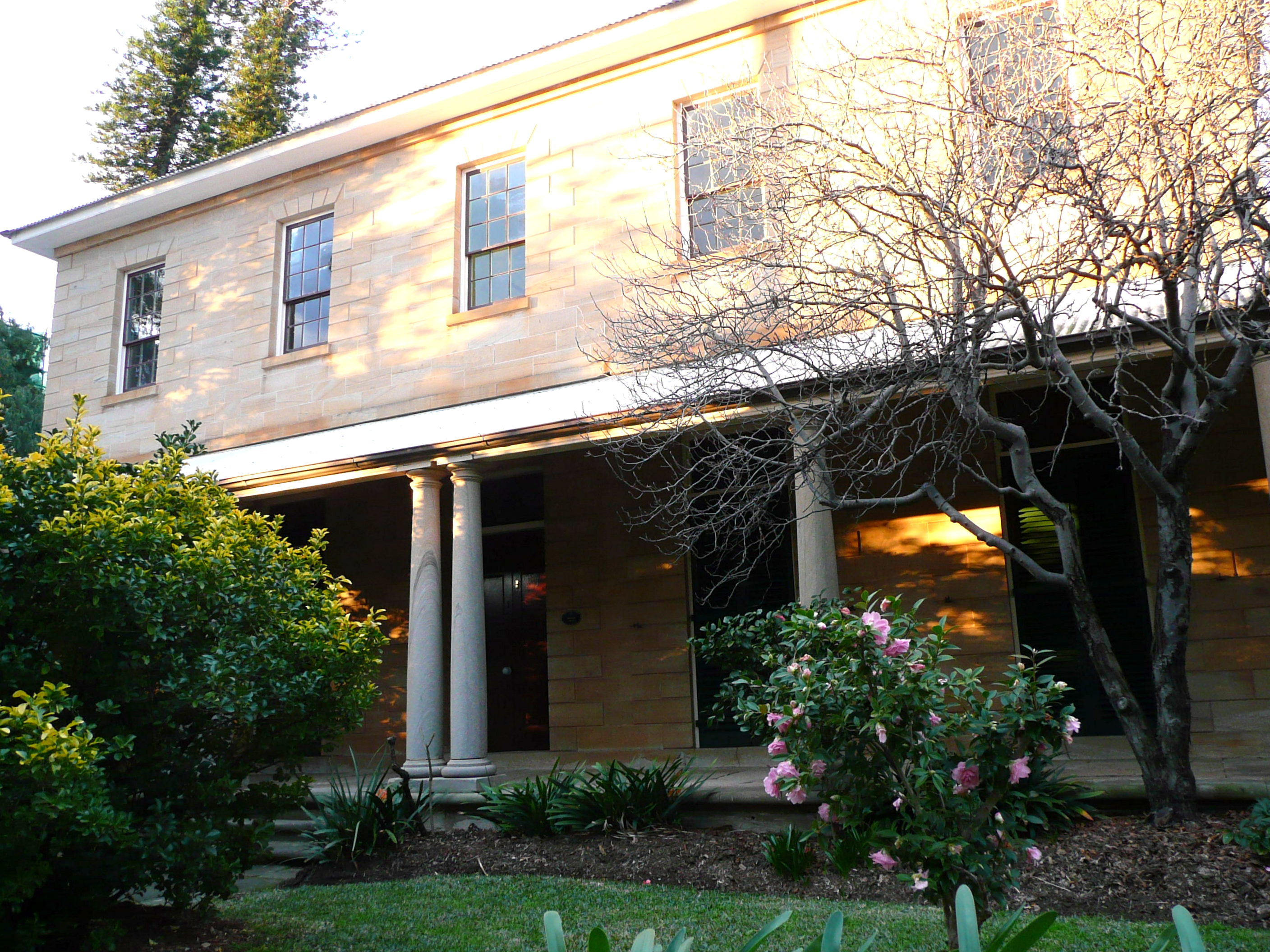
Glenalvon in der Lithgow Street (1840)

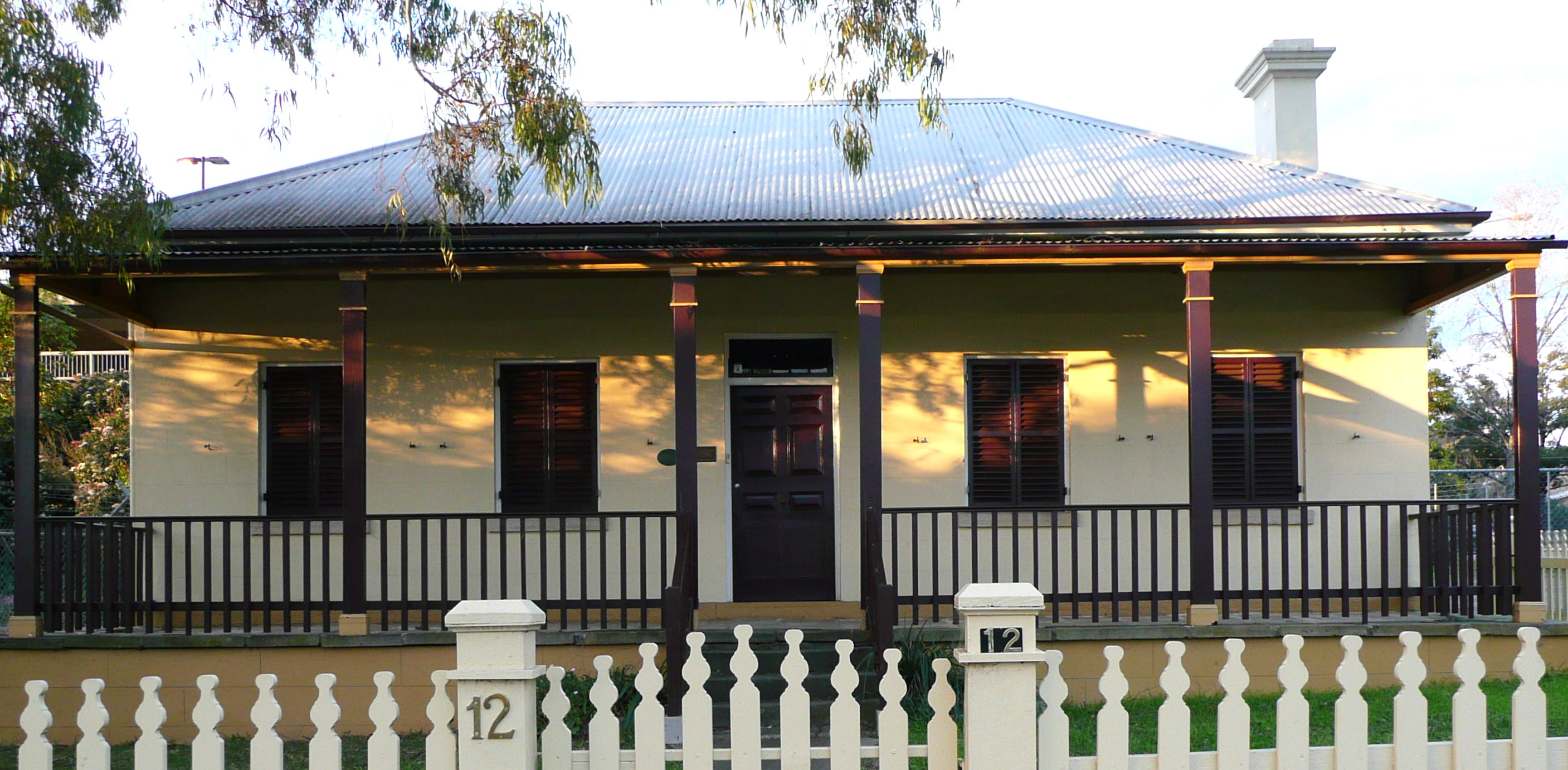
Richmond Villa in der Lithgow Street (ca. 1840)

Das alte Stadtzentrum, wie von Macquarie festgelegt, ist auch heute noch das Geschäftszentrum. Dort liegen die Einkaufsmeile Queen Street, der Campbelltown Mall, der Bahnhof mit Busbahnhof, die Stadtverwaltung und eine Reihe historischer Gebäude. Die größten Wohngebiete liegen südlich und östlich des Stadtzentrums. Nordwestlich der Eisenbahnlinie befindet sich ein Industriegebiet.
Im Südwesten liegt ein zweites Gewerbegebiet um den Macarthur-Bahnhof. Dort befinden sich auch die University of Western Sydney und der Macarthur Square, ein großes Einkaufszentrum. Im Einkaufszentrum besitzt ein Freiluftveranstaltungsgelände mit Restaurant, das Kellicar Lane genannt wird. Es wurde nach der letzten Erweiterung im November 2005 eröffnet. Dort gibt es einen Food Court (mehrere Schnellrestaurants mit gemeinsamer Sitzgelegenheit) mit großen Fenstern, von denen man den Ausblick über die Kellicar Lane, die Stadt und das umliegende Land genießen kann.

### Historische Gebäude
Folgende Gebäude im Stadtzentrum von Campbelltown gelten als Denkmal von nationalem Rang:
- St Peter’s Church of England, Cordeaux Street
- Glenalvon and Stable, Lithgow Street 8
- Richmond Villa, Lithgow Street 12
- Ensemble in der Queen Street, Queen Street 284, 294 und 298
- Früheres Postamt, Queen Street
- Stadthalle, Queen Street 315
- Gerichtsgebäude, Queen Street
- Polizeistation, Railway Street
- Frühere St John’s Church mit Friedhof, George Street und Broughton Street
- Gräber von Matthew Healey und James Ruse, Friedhof an der George Street und Broughton Street

## Infrastruktur

### Verkehr

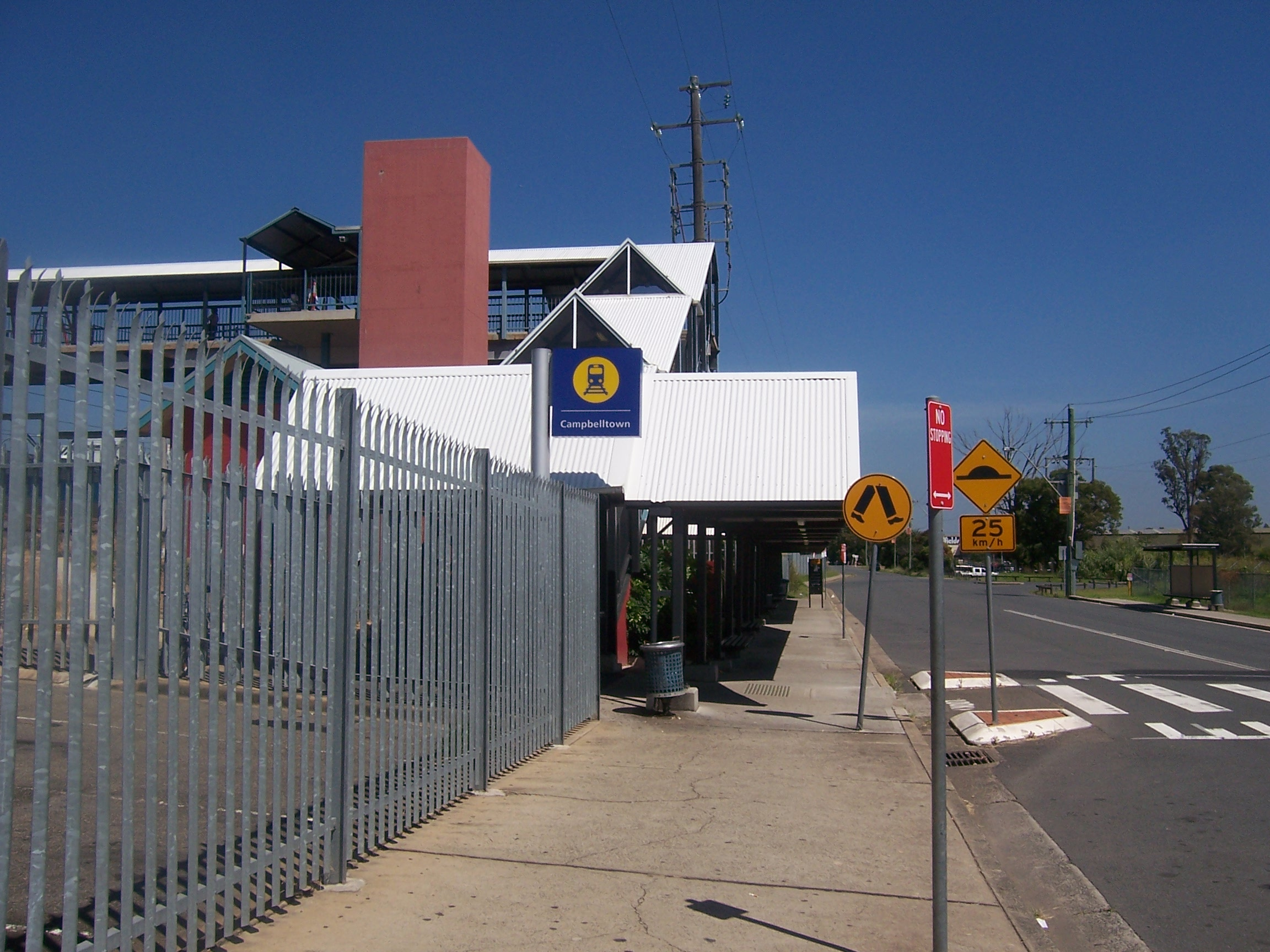
Bahnhof Campbelltown

Campbelltown liegt an den Hauptstraßenverbindungen von Sydney Richtung Südwesten. Der South Western Motorway (Met-5) verbindet Campbelltown mit dem nördlich gelegenen Liverpool, dem Kingsford Smith International Airport und dem Stadtzentrum von Sydney. Nach Süden führt die Verbindung nach Goulburn und Canberra.
Der Bahnhof von Campbelltown und der Macarthur-Bahnhof liegen an der Southern Railway Line der CityRail. Auch die Airport and East Hills Railway Line und die Southern Highlands Railway Line enden in Campbelltown.
Auch an das Busnetz ist die Stadt angeschlossen, Busways verbindet den Bahnhof von Campbelltown mit fast allen umliegenden Vororten von Sydney, sowie nach Camden. Interline bietet eine Strecke nach Glenfield an und Picton Buslines eine über Camden nach Picton.

### Gesundheitsfürsorge

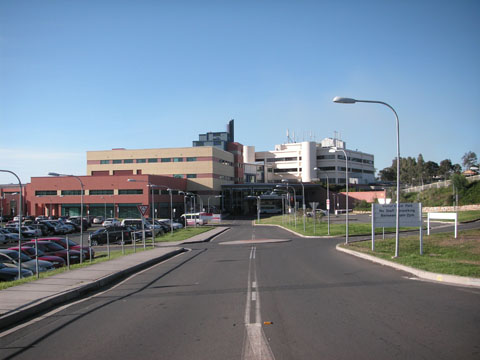
Krankenhaus von Campbelltown

Das kommunale Krankenhaus von Campbelltown gehört zum South Western Sydney Local Health District und liegt am Südrand des Vorortes Ambervale. Das private Krankenhaus der Stadt liegt ebenfalls in der Nähe, verbunden mit einem Centric-Gebäude und kombinierten öffentlichen und privaten Behandlungsräumen.
Das kommunale Krankenhaus von Campbelltown ist eines der meistbesuchten – wenn nicht das meistbesuchte – Kreiskrankenhaus im Raum Sydney. Seine Notaufnahme ist mit 32 Betten ausgestattet, gehört zu den meistgenutzten im Raum Sydney und soll weiter ausgebaut werden. Die Bettenkapazität beträgt derzeit 340 zu Spitzenzeiten. 90 Betten sollen dazukommen.

### Bildung
Die University of Western Sydney besitzt einen Campus in Campbelltown an der Narellan Road.
Darüber hinaus gibt es eine Reihe von Schulen, z. B.
- Campbelltown High School of the Performing Arts
- Campbelltown Public School
- Campbelltown East Public School
- Campbelltown North Public School
- Saint Patricks College
- St John the Evangelist Catholic Primary
- St Peter’s Anglican Primary

In den Vororten der Stadt gibt es weitere Schulen, wie das Broughton Anglican College, die Mount Carmel High School in Varroville und St Gregory's College in Blairmount.

## Bevölkerung
Laut der Volkszählung 2016 leben in der LGA Campbelltown City etwa 157.000 Einwohner. Einkommensvergleiche zeigen, dass es in der Stadt im Vergleich zu Gesamten Staat geringeren Prozentsatz (15,2 % im Vergleich zu 24,3 %) von Haushalten mit hohem Einkommen (über AU-$ 3.000,-- pro Woche), aber einen vergleichbaren Prozentsatz (20,6 % im Vergleich zu 16,5 %) von Haushalten mit niedrigem Einkommen (unter AU-$ 650,-- pro Woche) gibt.
Die Mehrheit der Bevölkerung in Campbelltown ist in Australien geboren (58,0 %), gefolgt von Indien (3,4 %) und den Philippinen (3,3 %). Es gibt eine bemerkenswerte Minderheit von Menschen, die zu Hause arabisch sprechend (3,4 %), und eine überdurchschnittlich große Zahl an Aborigines (4,5 %).

### Bekannte Einwohner
- Yvonne Strahovski – Star der US-Fernsehserie Chuck
- Tim Campbell – früher Schauspieler bei der Serie Home and Away, TV-Talkmaster[19]
- Nicole Callisto - (geb. in Western Australia, wohnt in Campbelltown[20]), BMX-Radfahrerin und Mitglied der australischen Olympiamannschaft 2008
- Michael Carrington (geb. 1961) – international ausgezeichneter TV-Schaffender, geboren in Campbelltown[21]
- Bronwyn Eagles – australischer Olympiaathlet
- Nathan Foley – früheres High-5-Mitglied
- Brett Hodgson (geb. 1978) - früherer Wests-Tigers-Kapitän
- John Marsden (1942–2006) – bekannter Rechtsanwalt
- Jim Piper (geb. 1981) – australischer Brustschwimmer
- Kate Ritchie (geb. 1978) – australische Schauspielerin und Gewinnerin des Gold Logie
- James Ruse (1759–1837) – früher Siedler und Bauer
- Lisa Wilkinson (geb. 1959) – Mitmoderatorin der Today Show bei Nine Network
- William Hardy Wilson (1881–1955) – Architekt, Künstler und Schriftsteller, geboren in Campbelltown[22]
- Israel Folau – Rugbyspieler
- Ryan Hoffman – Rugbyspieler[23]
- Jarryd Hayne – Rugbyspieler[24]
- Krisnan Inu – Rugbyspieler in Neuseeland[24]

## Kultur

### Kunst

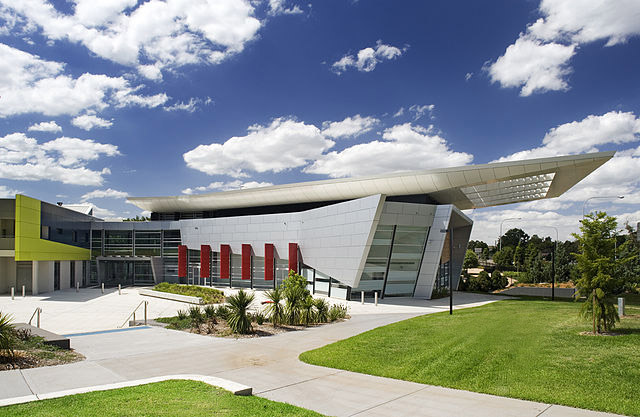
Campbelltown Arts Centre

Das Campbelltown Arts Centre südlich des Stadtzentrums hat eine Veranstaltungshalle mit 180 Sitzplätzen, Ausstellungen und Ateliers. Im Freien gibt es einen Skulpturengarten und einen japanischen Garten mit Teehaus – ein Geschenk der japanischen Schwesterstadt Koshigaya.

### Fisher’s Ghost Festival
Das Fisher’s Ghost Festival ist ein jährlich abgehaltenes Fest in Erinnerung an Frederic Fisher, ein entlassener Sträfling, der Land in Campbelltown besaß. Der Legende nach erschien Fishers Geist seinem Nachbarn John Farley, nachdem er von George Warall, seinem Freund und Nachbarn, wegen eines Streites um Land ermordet wurde. In jedem November wird eine Parade durch die Queen Street, Cambelltowns Hauptstraße, abgehalten, verbunden mit einem Volksfest am Bradbury Oval, einem Sportplatz. Drei Wochen lang gibt es Veranstaltungen, wie den Fisher’s Ghost Run, den Fisher’s Ghost Art Award und ein Straßenfest, das früher (wie in New Orleans) Mardi Gras genannt wurde.

## Medien
In Campbelltown gibt es zwei Radiostationen, 2MCRund C91.3 FM. Die beiden örtlichen Zeitungen sind der Campbelltown-Macarthur Advertiser und der Macarthur Chronicle.

## Sport und Freizeit
Campbelltown ist für seine Sportkultur weithin bekannt. Rugby, Cricket, Leichtathletik, Fußball und Australian Football werden gespielt. Campbelltown hat viele Athleten hervorgebracht, die Australien bei den Olympischen Spielen vertreten haben. Die bekannteste Sportmannschaft sind die Wests Tigers, eine Rugbymannschaft.
Auch das Fußballteam Macarthur Rams spielt im Stadion der Stadt. Die Campbelltown Camden Ghosts sind das örtliche Cricketteam, die in der Sydney Grade Cricket Competition spielen. Die Campbelltown Blues (Australian Football) spielen in der Sydney AFL Premier Division. Die Campbelltown District Netball Association spielt in der 3. Abteilung der NSW State League.